# Кирпичный переулок (Ломоносов)
Кирпи́чный переулок — переулок в городе Ломоносове Петродворцового района Санкт-Петербурга, в историческом районе Мартышкино. Проходит от Карьерного переулка на северо-запад почти до Мартышкина ручья.
Название известно с 1955 года. Дано в связи с тем, что в построенный здесь домах заселялись работники кирпичного завода (Заводская улица, 5а; ныне снесён). С этим же заводом связаны названия соседних Заводской улицы, Заводского переулка, Карьерного переулка, Промышленного переулка и, возможно, улицы Труда.